# 도라노몬 사건
도라노몬 사건(일본어: 虎ノ門事件 도라노몬 지켄[*])은 1923년 12월 27일 일본 고쿄 도라노문 밖에서 황태자 겸 천황 섭정궁 히로히토 친왕이 난바 다이스케의 저격을 받은 사건이다.

## 사건 과정
1923년 12월 27일 섭정으로서 제48회 통상 의회의 개원식에 참석하기 위하여 자동차로 귀족원으로 가고 있었던 황태자에게 도라노몬 밖에서 군중 사이에 있었던 난바 다이스케가 접근하여 스틱 장착식 산탄총으로 황태자를 저격했다. 총탄은 차창을 부수어 황태자에게는 맞지 않았으나, 함께 타고 있었던 시종장 이리에 다메모리(入江為守)가 가벼운 부상을 입었다. 또 황태자는 사건 후 측근에게 "공포(空包)탄인 줄 알았다"고 태연히 말했다고 한다. 그 후 난바는 주위의 군중들로부터 뭇매를 맞아 그의 신병을 확보하려던 순사들도 난바에 대한 구타를 직접 나서서 막아야만 했다. 난바 다이스케는 대역죄를 적용받아 사형이 선고되었으며, 곧 집행되었다.

## 영향

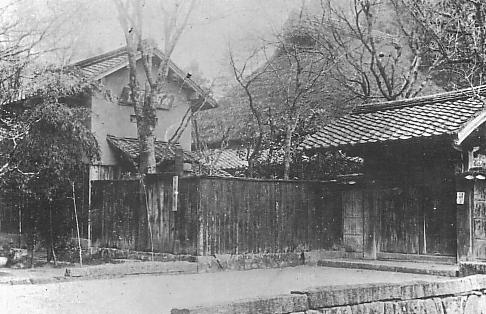
난바 다이스케의 생가

내각총리대신 야마모토 곤노효에는 황태자에게 곧바로 사표를 제출했다. 황태자는 12월 29일 야마모토를 만나 그를 만류했지만, 야마모토의 결의는 변하지 않았으며 1924년 1월 7일 내각 총사직을 인정했다. 또 그 날의 경호 책임을 물어 경시총감 유아사 구라헤이와 경시청 경무부장 쇼리키 마쓰타로가 징계면직되었다. 난바의 출신지인 야마구치현의 현지사에게는 2개월 간 2할 정도의 감봉형이, 도중 난바가 머물렀던 교토부의 부지사에게는 견책 처분이 이루어졌다. 또 난바가 졸업한 소학교 교장과 담임 교사도 교육에 대한 책임을 지고 사직했다.
고신 클럽(庚申倶楽部)에 소속되어 있던 중의원 의원으로 다이스케의 아버지인 난바 사쿠노신도 소식을 듣고 사표를 제출하여, 폐문 양식으로 집문을 푸른 대나무로 묶고, 집의 한 구석에 칩거하여 굶어 자살하였다. 또한 맏형은 근무하고 있던 광업 회사에서 퇴직했다. 한편 난바 다이스케 사후, 황태자는 "(다이스케의) 가족 갱생을 배려하라"고 측근에게 명했다.

## 참고 문헌
- 이마이 세이이치(일본어: 今井清一), 《일본의 역사 (23) 다이쇼 데모크라시》, 2006년, ISBN 978-4-12-204717-4.